# Petró Tolochko
Petro Petrovych Tolochko (en ucraniano: Петро́ Петро́вич Толо́чко; Pristromi, Ucrania, 21 de febrero de 1938 - 28 de abril de 2024) fue un historiador, arqueólogo y activista político soviético y ucraniano. Fue uno de los principales especialistas en la historia de la Rus de Kiev (Antigua Rus) y uno de los principales investigadores del Instituto NASU de Arqueología de Ucrania.

## Biografía
Tolochko fue doctor en ciencias históricas (1981), profesor (1982), miembro de pleno derecho de la Academia Nacional de Ciencias de Ucrania (1990), miembro extranjero de la Academia de Ciencias de Rusia (2011, el 8 de marzo de 2022 anunció su retirada de su membresía ) y miembro del Consejo Popular Mundial Ruso.
Tolochko murió el 28 de abril de 2024, a la edad de 86 años.